# Comune di Spøttrup
Il comune di Spøttrup, fino al 1º gennaio 2007 è stato un comune danese situato contea di Viborg, il comune aveva una popolazione di 6 083 abitanti (2005) e una superficie di 99 km². Capoluogo era la cittadina di Ramsing.
Dal 1º gennaio 2007, con l'entrata in vigore della riforma amministrativa, il comune è stato soppresso e accorpato, insieme ai comuni di  Sallingsund e Sundsøre, al riformato comune di Skive.